# 苏木达依日克河
苏木达依日克河也作苏木达依尔克河、苏木达依尔日克河，位于中华人民共和国新疆维吾尔自治区阿勒泰地区境内，为布尔津河左岸最大支流。发源于阿勒泰市北部阿尔泰山中部山脊中蒙边界附近的温多尔海尔汗山，自源头由东南向西北流40千米，右纳土尔根河后折向西南，约40千米后折向西流，经15千米后进入布尔津县，之后转向西北流约27千米后汇入布尔津河。河流全长122千米，流域面积2459平方千米。